# Эвора
Э́вора (порт. Évora; [ˈɛvuɾɐ]) — город на востоке Португалии, в 109 км на восток от Лиссабона, центр одноимённого округа и муниципалитета, центр исторической провинции Алту-Алентежу. Численность населения — 41,2 тыс. жителей (город), 55,6 тыс. жителей (муниципалитет). Город и муниципалитет входит в регион Алентежу и субрегион Алентежу Сентрал.

## Расположение
Расстояние до:
- Лиссабон — 109 км
- Мадрид — 415 км
- Порталегре — 90 км
- Сантарен — 101 км
- Сетубал — 86 км
- Бежа — 61 км

Муниципалитет граничит:
- на севере — муниципалитет Аррайолуш
- на северо-востоке — муниципалитет Эштремош
- на востоке — муниципалитет Редонду
- на юго-востоке — муниципалитет Регенгуш-де-Монсараш
- на юге — муниципалитет Портел
- на юго-западе — муниципалитет Виана-ду-Алентежу
- на западе — муниципалитет Монтемор-у-Нову

## Население
| Население муниципалитета Эвора (1801—2004) | Население муниципалитета Эвора (1801—2004) | Население муниципалитета Эвора (1801—2004) | Население муниципалитета Эвора (1801—2004) | Население муниципалитета Эвора (1801—2004) | Население муниципалитета Эвора (1801—2004) | Население муниципалитета Эвора (1801—2004) | Население муниципалитета Эвора (1801—2004) | Население муниципалитета Эвора (1801—2004) |
| ------------------------------------------ | ------------------------------------------ | ------------------------------------------ | ------------------------------------------ | ------------------------------------------ | ------------------------------------------ | ------------------------------------------ | ------------------------------------------ | ------------------------------------------ |
| 1801                                       | 1849                                       | 1900                                       | 1930                                       | 1960                                       | 1981                                       | 1991                                       | 2001                                       | 2004                                       |
| 18 620                                     | 16 995                                     | 25 563                                     | 35 903                                     | 50 095                                     | 51 572                                     | 53 754                                     | 56 519                                     | 55 619                                     |

## История
Город был основан древними лузитанами и поначалу назывался Эборой. В 80—72 гг. до н. э. служил резиденцией мятежного полководца Сертория. В ознаменование привилегий, дарованных городу Цезарем, он был переименован в Liberalitas Julia. С V века упоминаются местные епископы.
В 712 г. Эвора была завоёвана маврами, которые называли её Жабурой. Для освобождения Эворы первый португальский король основал Ависский орден рыцарей, в распоряжение которого Эвора и была передана после её освобождения от мавров в 1166 году.
В XV и особенно XVI веках, при монархах Ависской династии, Эвора часто служила местом пребывания королевского двора. Это время считается её золотым веком. В 1663—1665 гг. оккупирована испанцами. В 1559—1759 гг. в городе работал университет.
В XVIII веке политическое и экономическое значение Эворы упало. Самым знаменательным событием XIX века была состоявшаяся здесь в 1832 году капитуляция короля Мигеля, завершившая период гражданских войн в Португалии.

## Достопримечательности
Эвора является городом-музеем и внесена в список Всемирного наследия ЮНЕСКО.
Архитектурные памятники:
- Римский храм Дианы[англ.]
- Дворец короля Мануэля
- Собор Се — в основном построенный между 1280 и 1340 гг. в романо-готическом стиле, это один из самых интересных готических памятников Португалии. Собор имеет портал со статуями Апостолов (приблизительно 1335), красивый неф, в котором расположен алтарь Богоматери с Младенцем, сделанный из позолоченного дерева, а также монастырь. Вид города с крыши городского собора.

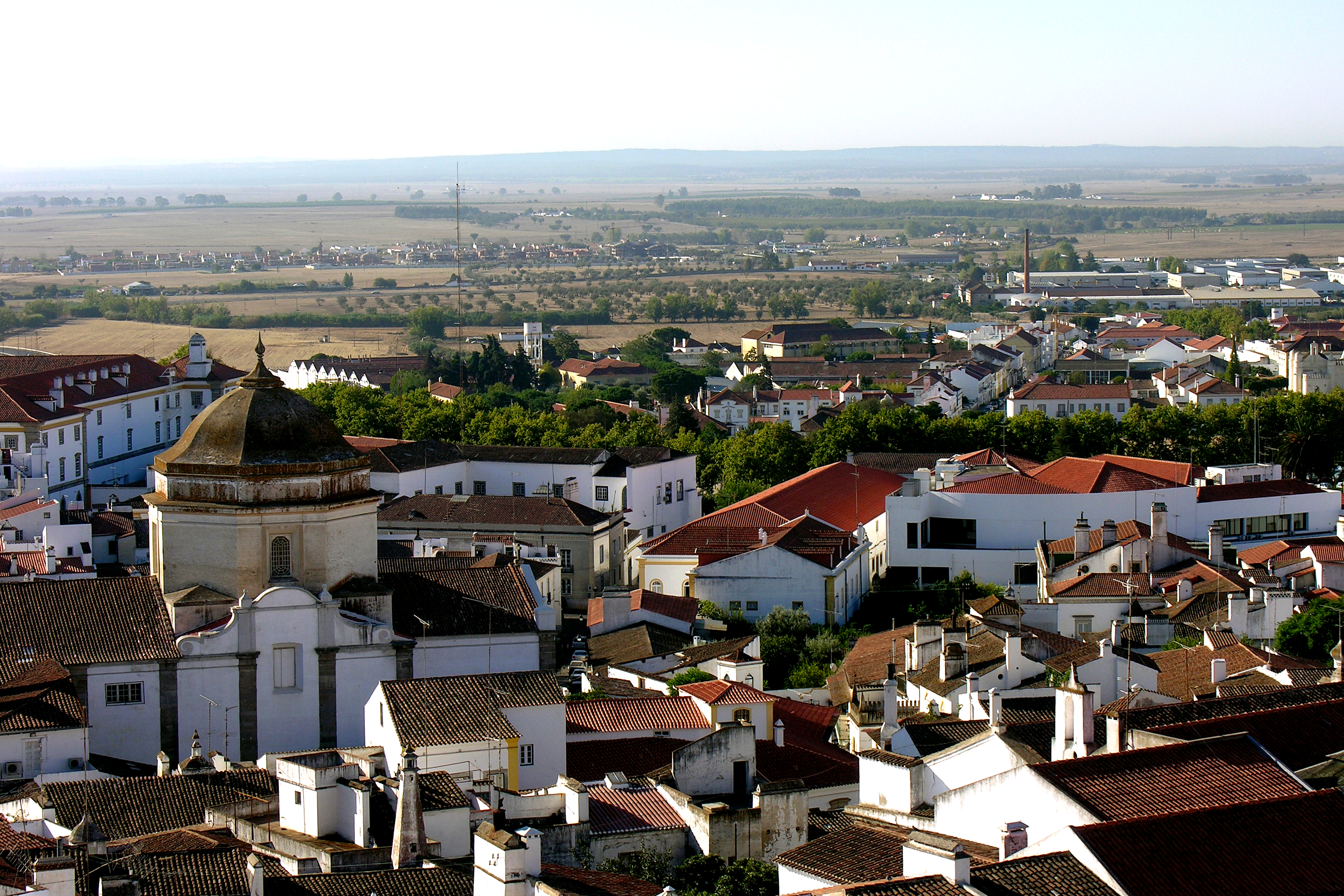
Вид города с крыши городского собора.

- Монастырь Санта-Клара
- Церковь Санта-Бенту-ди Каштриш
- Акведук Агуа-де-Прата
- Часовня Сан-Браш
- Церковь Сан-Франсиску
- Дворец Васко-да-Гама
- Графский дворец Басту
- Дворец герцогов Кадавал

Другие точки интереса:
- Университет Эвора
- Городской музей Эвора
- Музей церковного искусства

## Экономика
Эвора является центром большой сельскохозяйственной области. В городе находится много предприятий по обработке зерна, винограда, оливок, пробкового дерева и др. Также производится обработка шерсти и производство изделий из неё.
|                |  |                         |  |                                  |
| Эворский собор |  | Площадь в центре города |  | Руины древнеримского храма Дианы |

## Районы
| Фрегезии (районы) муниципалитета Эвора | Фрегезии (районы) муниципалитета Эвора | Фрегезии (районы) муниципалитета Эвора | Фрегезии (районы) муниципалитета Эвора | Фрегезии (районы) муниципалитета Эвора | Фрегезии (районы) муниципалитета Эвора | Фрегезии (районы) муниципалитета Эвора |
| №                                      | Наименование                           | Оригинальное наименование              | Кол-во жителей чел.(2001)              | Территория км²                         | Плотность чел./км²                     | Почтовый индекс                        |
| -------------------------------------- | -------------------------------------- | -------------------------------------- | -------------------------------------- | -------------------------------------- | -------------------------------------- | -------------------------------------- |
| 1                                      | Баселу                                 | Bacelo                                 | 8297                                   | 13,25                                  | 626,19                                 | 7000-000 ÉVORA                         |
| 2                                      | Канавиайш                              | Canaviais                              | 3001                                   | 14,43                                  | 207,97                                 | 7000-000 CANAVIAIS                     |
| 3                                      | Малагейра                              | Malagueira                             | 13123                                  | 17,78                                  | 738,08                                 | 7000-000 ÉVORA                         |
| 4                                      | Носа-Сеньора-да-Боа-Фе                 | Nossa Senhora da Boa Fé                | 376                                    | 33,62                                  | 11,18                                  | 7000-000 NOSSA SENHORA DA BOA FE       |
| 5                                      | Носа-Сеньора-да-Граса-ду-Дивор         | Nossa Senhora da Graça do Divor        | 473                                    | 86,13                                  | 5,49                                   | 7000-000 N SENHORA GRACA DO DIVOR      |
| 6                                      | Носа-Сеньора-да-Торега                 | Nossa Senhora da Tourega               | 804                                    | 198,84                                 | 4,04                                   | 7000-000 N SENHORA DA TOUREGA          |
| 7                                      | Носа-Сеньора-ди-Гуадалупи              | Nossa Senhora de Guadalupe             | 495                                    | 68,66                                  | 7,21                                   | 7000-000 N SENHORA DE GUADALUPE        |
| 8                                      | Носа-Сеньора-ди-Машеди                 | Nossa Senhora de Machede               | 1180                                   | 185,34                                 | 6,37                                   | 7000-000 N SENHORA DE MACHEDE          |
| 9                                      | Орта-даш-Фигейраш                      | Horta das Figueiras                    | 8305                                   | 42,76                                  | 194,22                                 | 7000-000 ÉVORA                         |
| 10                                     | Сан-Бенту-ду-Мату                      | São Bento do Mato                      | 1343                                   | 66,55                                  | 20,18                                  | 7000-000 SAO BENTO DO MATO             |
| 11                                     | Сан-Висенте-ду-Пижейру                 | São Vicente do Pigeiro                 | 436                                    | 84,77                                  | 5,14                                   | 7200-000 SAO VICENTE DO PIGEIRO        |
| 12                                     | Сан-Мамеде                             | São Mamede                             | 2171                                   | 0,23                                   | 9439,13                                | 7000-000 ÉVORA                         |
| 13                                     | Сан-Мансуш                             | São Manços                             | 1016                                   | 108,34                                 | 9,38                                   | 7000-000 SAO MANCOS                    |
| 14                                     | Сан-Мигел-де-Машеде                    | São Miguel de Machede                  | 983                                    | 81,53                                  | 12,06                                  | 7000-000 SAO MIGUEL DE MACHEDE         |
| 15                                     | Сан-Себаштиан-да-Жиештейра             | São Sebastião da Giesteira             | 790                                    | 44,89                                  | 17,60                                  | 7000-000 S SEBASTIAO DA GIESTEIRA      |
| 16                                     | Санту-Антан                            | Santo Antão                            | 1473                                   | 0,27                                   | 5455,56                                | 7000-000 ÉVORA                         |
| 17                                     | Се-и-Сан-Педру                         | Sé e São Pedro                         | 2027                                   | 0,60                                   | 3378,33                                | 7000-000 ÉVORA                         |
| 18                                     | Сеньора-да-Сауде                       | Senhora da Saúde                       | 9415                                   | 34,03                                  | 276,67                                 | 7000-000 ÉVORA                         |
| 19                                     | Торре-де-Коэльейруш                    | Torre de Coelheiros                    | 817                                    | 226,23                                 | 3,61                                   | 7000-000 TORRE DE COELHEIROS           |